# Titanit
Titanitul (numit și Sfen) este un mineral din clasa nesosilicaților, un silicat de calciu și titan cu formula chimică CaTiSiO5. 

## Descriere
El mai conține ca impurități mici cantități de fier și aluminiu, precum și unele pământuri rare ca ceriul sau ytriul. 
Numele de titanit provine de la conținutul său de titan, iar cel de sfen din limba greacă ("sphenos" = "pană", datorită formei cristalelor sale). 
Titanitul se găsește în roci metamorfice cum ar fi gnaisul sau șisturile, dar și în calcare granulare și în granit. 
Unele dintre exploatările mai cunoscute se găsesc la Gilgit, în Pakistan, Zillertal, în Austria, St. Gotthard, în Elveția, în peninsula Kola, Rusia, Renfrew – Ontario, Canada, la Val d'Ala în Italia, la Arendal, în Norvegia, precum și în Madagascar, Brazilia etc. 
În România, titanitul apare la Ditrău, Highiș, Măcin etc.

## Utilizare
Titanitul se folosește ca sursă de bioxid de titan, TiO2 pentru fabricarea pigmenților, ca piatră semiprețioasă și, mai rar, ca minereu de titan.